# Запорожский областной совет
Запорожский областной совет (укр. Запорізька обласна рада) — представительный орган местного самоуправления, который объединяет 25 общин Запорожской области, представляет общие интересы территориальных общин сёл, поселков, городов, в пределах полномочий, определённых Конституцией Украины, Законом Украины «О местном самоуправлении на Украине» и другими законами, а также полномочий, переданных им сельскими, поселковыми, городскими советами.
Областной совет состоит из депутатов, избирается населением Запорожской области сроком на пять лет. Совет избирает постоянные и временные комиссии. Областной совет проводит свою работу сессионно. Сессия состоит из пленарных заседаний и заседаний её постоянных комиссий.

## История
20 сентября 2016 года на заседании внеочередной сессии Запорожского областного совета были приняты решения о признании России государством-агрессором, так называемых «ДНР» и «ЛНР» — террористическими организациями.
17 ноября 2016 года на сайте Запорожского областного совета в тесте режиме заработал раздел «Электронные петиции». Согласно Положению о порядке рассмотрения электронной петиции, на сбор подписей дается срок — три месяца. Чтобы петицию рассмотрели депутаты, она должна собрать не менее 2000 подписей. Для создания электронной петиции автору надо заполнить специальную форму на официальном сайте Запорожского областного совета. Электронная петиция будет опубликована в течение двух рабочих дней со дня направления её инициатором. Рассмотрение е-петиции осуществляется председателем областного совета, или лицом, исполняющим его полномочия (первым заместителем, заместителями председателя областного совета). Не позднее десяти рабочих дней со дня опубликования информации о начале ее рассмотрения — петицию передают на обработку постоянной комиссии областного совета.
В общем, в 2020 году было избрано 84 депутата VIII созыва. В частности, это были представители ОПЗЖ, "Слуги народа", "ЕС", "Единения", "За Будущее", "Оппозиционный блок", "За будущее".
Однако в марте 2024 года ВРУ передала Запорожской областной военной администрации полномочия ЗОС. Причина - невозможность собрать кворум, поскольку часть депутатов является представителями оккупированных Россией территорий.

## Список постоянных комиссий
- Комиссия по гуманитарным вопросам
- Комиссия по вопросам агропромышленного комплекса и сельскохозяйственного производства
- Комиссия по вопросам строительства, транспорта, связи, топливно-энергетического комплекса
- Комиссия по вопросам бюджета
- Комиссия по вопросам экономического развития, инвестиций, регуляторной политики и предпринимательства
- Комиссия по вопросам законности, борьбы с коррупцией, регламента, депутатской деятельности и депутатской этики, прав человека, свободы слова и информации
- Комиссия по вопросам земельных отношений, охраны недр, экологии и рационального природопользования
- Комиссия по вопросам местного самоуправления и административно-территориального устройства
- Комиссия по вопросам здравоохранения, материнства и детства
- Комиссия по вопросам социальной политики и труда
- Комиссия по вопросам управления объектами общей собственности территориальных громад области и жилищно-коммунального хозяйства

## Список председателей Запорожского областного совета[3]
| Фото | Имя                                                                    | Годы жизни | Начало срока    | Конец срока     | Примечания |
| ---- | ---------------------------------------------------------------------- | ---------- | --------------- | --------------- | ---------- |
|      | Владимир Васильевич Демьянов Володимир Васильович Дем'янов             | р. 1943    | 17 января 1991  | 10 апреля 1992  |            |
|      | Вячеслав Владимирович Похвальский В'ячеслав Володимирович Похвальський | р. 1947    | 10 апреля 1992  | 17 апреля 1998  |            |
|      | Владимир Петрович Березовский Володимир Петрович Березовський          | р. 1950    | 17 апреля 1998  | 7 июня 2006     |            |
|      | Александр Степанович Нефёдов Олександр Степанович Нефьодов             | р. 1959    | 7 июля 2006     | 31 марта 2010   |            |
|      | Павел Дмитриевич Матвиенко Павло Дмитрович Матвієнко                   | р. 1961    | 31 марта 2010   | 30 мая 2013     |            |
|      | Виктор Иванович Межейко Віктор Іванович Межейко                        | р. 1953    | 30 мая 2013     | 15 декабря 2015 |            |
|      | Григорий Викторович Самардак Григорій Вікторович Самардак              | р. 1971    | 15 декабря 2015 | 15 декабря 2020 |            |
|      | Виталий Викторович Боговин Віталій Вікторович Боговін                  | р. 1969    | 15 декабря 2020 | 23 декабря 2020 |            |
|      | Елена Юрьевна Жук Олена Юріївна Жук                                    | р. 1985    | 23 декабря 2020 | н. в.           |            |